# Prix Sokolow
Pour les articles homonymes, voir Sokolow.
Le Prix Sokolow est un prix de journalisme israélien, décerné par la municipalité de Tel Aviv, en mémoire de Nahum Sokolow.

## Histoire
Le prix est décerné depuis 1956, initialement à des journalistes de presse papier, et depuis 1981 aux journalistes des médias électroniques. Il est considéré comme le deuxième prix le plus important du journalisme israélien, juste après le Prix Israël du journalisme.

## Liste des lauréats
| Année | Nom                                                        | Remarque / Récompensé pour |
| ----- | ---------------------------------------------------------- | -------------------------- |
| 1956  | David Zakai                                                |                            |
| 1956  | Yosef Yambur                                               |                            |
| 1956  | Benzion Katz                                               |                            |
| 1956  | Ezriel Carlebach                                           |                            |
| 1956  | Ephraim Talmi                                              |                            |
| 1958  | Yehuda Gotthelf                                            |                            |
| 1958  | Yosef Heftman                                              |                            |
| 1958  | Aryeh Navon                                                |                            |
| 1958  | Ephraim Kishon                                             |                            |
| 1958  | Ezra Rivlis                                                |                            |
| 1959  | David Lazar                                                |                            |
| 1959  | Uri Keysari                                                |                            |
| 1959  | Haim Shrer                                                 |                            |
| 1959  | Moshe Sharett                                              | -                          |
| 1961  | Rafael Bashan                                              |                            |
| 1961  | Herzl Berger                                               |                            |
| 1961  | Haim Gouri                                                 |                            |
| 1964  | Michel Bar-Zohar                                           | -                          |
| 1964  | Yitzhak Gruenbaum                                          |                            |
| 1964  | Kuf' Shabtai                                               | -                          |
| 1966  | Ruth Bondy                                                 |                            |
| 1966  | Herzl Rosenblum                                            |                            |
| 1969  | Haim Hefer                                                 | -                          |
| 1969  | Isaac Ramba                                                |                            |
| 1972  | Hana Zemer                                                 | -                          |
| 1972  | Baruch Nadal                                               | -                          |
| 1972  | Ya'akov Rabi                                               | -                          |
| 1975  | Yeshayahu Avrech                                           | -                          |
| 1975  | Mark Geffen                                                |                            |
| 1975  | Shalom Rosenfeld                                           | -                          |
| 1975  | Ze'ev Schiff                                               |                            |
| 1977  | Aryeh Disenchick                                           | -                          |
| 1977  | Haviv Canaan                                               |                            |
| 1981  | Michael Assaf                                              |                            |
| 1981  | Nahum Barnea                                               |                            |
| 1981  | Ya'akov Farkash (Ze'ev)                                    |                            |
| 1984  | Haim Isaac                                                 |                            |
| 1984  | Ya'akov Erez, Avi Bettelheim, Avraham Tirosh               |                            |
| 1985  | Eitan Almog                                                |                            |
| 1985  | Yossi Goddard                                              |                            |
| 1985  | Ziv Yonatan                                                |                            |
| 1985  | Ehud Yaari                                                 |                            |
| 1985  | Aroutz 1, Israel Army Radio and Kol Israel teams           |                            |
| 1988  | Gideon Greif                                               |                            |
| 1988  | Edna Pe'er                                                 |                            |
| 1988  | Avshalom Kor                                               |                            |
| 1988  | Danny Rubinstein                                           |                            |
| 1988  | Nehemia Shtrasler                                          |                            |
| 1993  | Itai Anghel                                                |                            |
| 1993  | Dov Bar-Nir                                                |                            |
| 1993  | Dudu Dayan                                                 |                            |
| 1993  | Yehudith Lutz                                              |                            |
| 1993  | Shlomo Nakdimon                                            |                            |
| 1993  | Hanna Kim                                                  |                            |
| 1993  | Gideon Remez                                               |                            |
| 1993  | Shlomo Nizan, Yair Garbuz, Danny Carmen, Tirtzah Eisenberg |                            |
| 1998  | Michael Handelzalts                                        |                            |
| 1998  | Mishe Zack                                                 |                            |
| 1998  | Rafik Halabi                                               |                            |
| 1998  | Tommy Lapid                                                |                            |
| 1998  | Carmela Menashe                                            |                            |
| 1998  | Moshe Negbi                                                |                            |
| 1998  | Sever Plocker                                              |                            |
| 1998  | Doron Rosenblum                                            |                            |
| 2000  | Mordechai Gilat                                            |                            |
| 2000  | Nathan Zahavi                                              |                            |
| 2000  | Dov Yodkovsky                                              |                            |
| 2000  | Yehiel Limor and Rafi Mann                                 |                            |
| 2000  | Amos Carmeli                                               |                            |
| 2000  | Michal Niv                                                 |                            |
| 2000  | Einat Fishbein                                             |                            |
| 2002  | Mordechai Naor                                             |                            |
| 2002  | Anat Tal Shir and Zadoc Yehezkeli                          |                            |
| 2002  | Razi Barkai                                                |                            |
| 2002  | Nakdimon Rogel                                             |                            |
| 2002  | Oded Shahar                                                |                            |
| 2004  | Uri Avnery                                                 |                            |
| 2004  | Daniel Ben-Simon                                           |                            |
| 2004  | Emmanuel Halperin                                          |                            |
| 2004  | Hanoch Marmari                                             |                            |
| 2004  | Ruvik Rosenthal                                            |                            |
| 2004  | Mickey Rosenthal                                           |                            |
| 2004  | Muli Shapira                                               |                            |
| 2005  | Ya'akov Ahimeir                                            |                            |
| 2005  | Ben Shani                                                  |                            |
| 2005  | Gideon Eshet                                               |                            |
| 2005  | Guy Leshem                                                 |                            |
| 2006  | Uzi Benizman                                               |                            |
| 2006  | Ruth Sinai                                                 |                            |
| 2006  | Nissim Mishal                                              |                            |
| 2006  | Itai Landsberg                                             |                            |
| 2007  | Shlomi Eldar                                               |                            |
| 2007  | Yaron London                                               |                            |
| 2007  | Uri Klein                                                  |                            |
| 2007  | Ran Resnik                                                 |                            |
| 2008  | Aryeh Golan                                                |                            |
| 2008  | Yaron Dekel                                                |                            |
| 2008  | Uri Elitzur                                                |                            |
| 2009  | David Witzthum                                             |                            |
| 2009  | Omri Asenheim                                              |                            |
| 2009  | Zvi Barel                                                  |                            |
| 2009  | Yossi Melman                                               |                            |
| 2011  | Yigal Sarna                                                |                            |
| 2011  | Vardi Kahana                                               |                            |
| 2011  | Haim Rivlin                                                |                            |
| 2011  | Raviv Drucker                                              |                            |
| 2017  | Yoel Marcus                                                | Travaux d'une vie          |